# WI’MO Klagenfurt
Die WI’MO Klagenfurt (auch WIMO Klagenfurt, eigentlich Höhere Bundeslehranstalt für Wirtschaft & Mode Klagenfurt) ist eine seit 1868 bestehende Berufsbildende Höhere Schule in der Landeshauptstadt Klagenfurt am Wörthersee in Kärnten.

## Geschichte

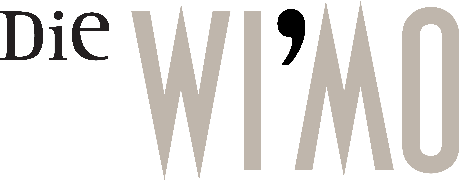
Logo der WI'MO Klagenfurt

Die Wurzeln der Schule gehen zurück auf die Gründung eines Frauenvereins zur Errichtung einer „Mädchen-Arbeitsschule“ im Jahr 1868. Gräfin Louisa Hohenwart, Landespräsidentengattin, und Therese von Tarnoczky, Landesgerichtsgattin, sowie zehn weitere Frauen unterstützten die Schulgründung, um Kärntner Mädchen wie in anderen Regionen veränderte berufliche wie auch persönliche Perspektiven zu eröffnen:

„In manchen Städten Österreichs bestehen Vereine von Frauen zur Erhaltung von Arbeitsschulen für arme Mädchen, für Mädchen, welche der Volksschule schon entwachsen sind und des Unterrichts in den weiblichen Handarbeiten bedürfen, damit sie sich durch Arbeit ihren Lebensunterhalt verdienen lernen, auch Lust zur Arbeit und zu einem ordentlichen Leben bekommen und nicht sittlich verderben. Bei den unverkennbaren Bedürfnissen einer solchen Anstalt für Klagenfurt haben die Unterzeichneten es unternommen, auch hier einen Verein zu gründen, […] Es liegen uns schon viele Beitrittserklärungen vor, Geldbeiträge sind schon gezeichnet und die Stadtgemeinde hat überzeugt von der Gemeinnützigkeit der ins Leben zu rufenden Anstalt dem Verein ein Locale für die Arbeitsschule unentgeltlich zur Verfügung gestellt und adaptieren laßen […]“

Am 2. Juni 1868 begann der Unterricht der „Mädchen-Arbeitsschule“ unter der Leitung von Marianne Hauser, Tochter des früheren Klagenfurter Bürgermeisters Ferdinand Hauser, in angemieteten Räumlichkeiten der Stadt Klagenfurt mit 36 Schülerinnen, zehn Jahre später bezog die Mädchen-Arbeitsschule gemeinsam mit der Volksküche die Räumlichkeiten im neu erbauten Schulgebäude in der Kaufmanngasse 8. Die Schule wuchs rasch: Besuchten bereits 1869 100 Schülerinnen den Unterricht, war die Schule unter der Führung von Langzeitleiterin Maria Wenedikter, die von 1886 bis 1926 der Schule vorstand, im Jahr 1890 auf 398 Schülerinnen aus unterschiedlichen Schichten der Gesellschaft sowie aus verschiedenen Kronländern der Habsburgermonarchie angewachsen.
Bereits in diesen Jahren bildeten sich zwei Fachrichtungen heraus. Eine „Kochschule für Töchter des Mittelstandes“ (1902) sowie eine „Frauengewerbeschule“ (1908), die sich aus der „Mädchen-Arbeitsschule“ gebildet hatte, erhielten im Jahr 1909 das Öffentlichkeitsrecht. Ab 1912 bekam die Schule das Recht zugesprochen, Meisterprüfungen für das Kleidergewerbe abzunehmen. Zeitgleich entwickelte sich die Kochschule zur Koch- und Haushaltungsschule weiter, die den Schülerinnen Fertigkeiten für den Küchen- und Hauswirtschaftsbetrieb vermittelte. Nach dem Ersten Weltkrieg übersiedelte die Schule als „Städtische Frauenberufsschule“ vorübergehend in die Bahnhofsstraße 35, nach der Übernahme durch den Bund im Jahr 1929 kehrte sie als „Bundeslehranstalt für gewerbliche und wirtschaftliche Frauenberufe“ in die Kaufmanngasse zurück.
Nach dem Zweiten Weltkrieg nahm die Schule, ab 1947 Höhere Lehranstalt für wirtschaftliche Frauenberufe und Fachschule für wirtschaftliche Berufe, als erste höhere Schule Kärntens bereits im Oktober 1945 den Betrieb wieder auf. Ein Meilenstein für die Schulentwicklung stellte die Lehrplanreform im Jahr 1964 mit fünfjährigem Lehrplan, Reifeprüfung und der damit verbundenen Studienberechtigung dar. Die Siebzigerjahre brachten rasch wachsende Schülerinnenzahlen und damit auch erhöhten Raumbedarf. Im Zeitraum von 1972 bis 1982 erfolgte die Errichtung bzw. der Ausbau des heutigen Schulstandortes in der Fromillerstraße 15. Der neue Schulkomplex wurde mit dem historischen Gebäude der ehemaligen Kärntner Lehrerbildungsanstalt in der Bahnhofstraße verbunden und wird seit 1984 vollständig genutzt. Ab 1987 lautete die Bezeichnung der Schule „Höhere Bundeslehranstalt für wirtschaftliche Berufe und Fachschule für Mode und Bekleidungstechnik“ (HBLA Klagenfurt). Die „Frauenberufsschule“ war damit Geschichte, die Schule steht Burschen wie Mädchen heute gleichermaßen offen. Seit 2005/2006 tritt die Schule als „Die WI’MO“ (WI für Wirtschaft, MO für Mode) in der Öffentlichkeit in Erscheinung.

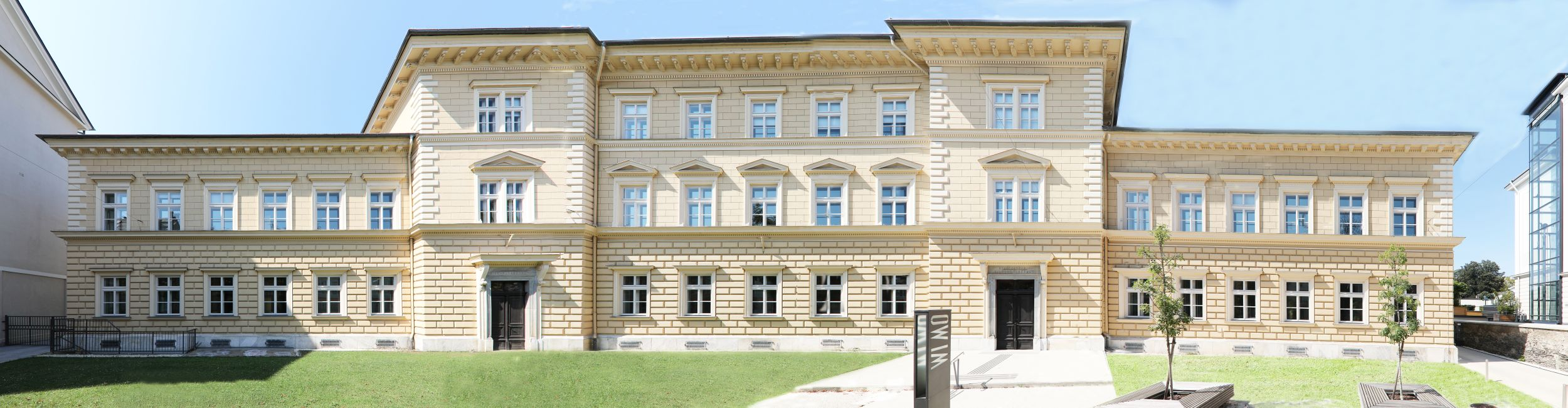
Die frühere Kärntner Lehrerbildungsanstalt in der Klagenfurter Bahnhofsstraße, heute Sitz der Mode-Abteilung der WI'MO Klagenfurt

## Inhaltliches Konzept
Die WI’MO Klagenfurt bietet einjährige, dreijährige und fünfjährige Ausbildungswege an, die Allgemeinbildung, wirtschaftliche Bildung sowie fachpraktische Kenntnisse miteinander verbinden. Ab dem zweiten Schuljahr arbeiten Schüler konsequent mit digitalen Endgeräten, um ihre technischen Anwenderkenntnisse zu verbessern.
Im Fachbereich Wirtschaft stehen Jugendlichen drei Wege offen: Die einjährige Wirtschaftsfachschule setzt Schwerpunkte in den Bereichen wirtschaftliche Bildung, Ernährung, Gesundheit und Gastronomie sowie Berufsorientierung und bereitet auf den Einstieg in den Arbeitsmarkt vor. Im Rahmen der dreijährigen Wirtschaft erhalten Jugendliche vertiefte Kenntnisse in den Bereichen Allgemeinbildung, wirtschaftliche Bildung sowie in Ernährung, Gastronomie und Hotellerie, sie vollenden ihre Ausbildung mit einer Abschlussprüfung. Die fünfjährige Ausbildung schließen die Schüler mit der Reife- und Diplomprüfung ab. Neben der Absolvierung der Matura besitzt der fachpraktische Unterricht dabei einen wesentlichen Stellenwert.
Im Fachbereich Mode bietet die WI’MO Klagenfurt einen fünfjährigen Ausbildungsweg an, der ebenfalls mit der Reife- und Diplomprüfung abgeschlossen wird.
Mit dem Abschluss der fünfjährigen Ausbildungswege erwerben die Absolventen die Hochschulreife für ein Studium an Universitäten und Fachhochschulen im In- und Ausland. Zudem ersetzt der Abschluss die Unternehmerprüfung, auf verschiedene Lehrberufe werden Zeiten angerechnet. Auch die anderen Abschlüsse finden am weiteren Ausbildungsweg Anerkennung.
Zudem sammeln Schüler auf ihrem Ausbildungsweg in umfangreichen Praktika erste Berufserfahrungen und haben die Möglichkeit, in Zusammenarbeit mit Experten aus der Wirtschaft Zusatzzertifikate zu erwerben, beispielsweise als Barkeeper, Sommelier oder im Bereich REFA.

## Internationalisierung
Seit vielen Jahren absolvieren Schüler mithilfe der EU-Initiative Erasmus+ Praktika in verschiedenen Ländern Europas, zudem werden Schüleraustausch-Projekte realisiert. Auch Lehrkräfte nutzen dieses Angebot, um internationale Erfahrungen zu sammeln. 
Zudem finden zahlreiche eTwinning-Initiativen am Schulstandort statt, um die Zusammenarbeit mit anderen Schulen Europas zu fördern.

## Kulturelle Initiativen
Neben den Schwerpunkten in berufsbildenden Themen setzt die Schule herausragende Initiativen im Bereich Erinnerungskultur, insbesondere in Zusammenarbeit mit dem Mauthausen Komitee Kärnten/Koroška sowie dem Beirat für Gedenk- und Erinnerungskultur der Stadt Klagenfurt. 2022 wurde die Schule ebenso mit dem Hans-Maršálek-Preis für besondere Leistungen im Bereich der Gedenk-, Erinnerungs- und Bewusstseinsarbeit wie mit dem Kärntner Menschenrechtspreis ausgezeichnet. Seit 2018 ist die WI’MO Botschafterschule des Europäischen Parlaments.
Zudem findet seit 2008 jährlich der WI’MO-Literaturwettbewerb statt.

## Leitung (seit 1968)
- 1968–1985: Maria Leicht
- 1985–1987: Gerd Wotawa
- 1987–2002: Alois Rinner
- 2002–2016: Wilhelm Kuhn[9]
- 2016–2021: Hermann Wilhelmer[10]
- 2021–2022: interimistische Leitung durch Rudolf Wieltschnig, Elke Millonig und Brigitte Magnes
- seit 2022: Michaela Graßler[11]

## Zertifizierungen und Auszeichnungen (Auswahl)
- Gesunde-Schule-Award
- Zertifizierung „Heterogenität und Mehrsprachigkeit“
- Junior Achievement Austria
- ÖKOLOG-Schule
- eTwinning-School
- Botschafterschule des Europäischen Parlaments
- Hans-Maršálek-Preis für besondere Leistungen im Bereich der Gedenk-, Erinnerungs- und Bewusstseinsarbeit (2022)
- Kärntner Menschenrechtspreis (2022)

## Belege
1. ↑  Ansuchen der Gründungsmitglieder zwecks Konstituierung des Vereins für die Bildung einer „Mädchen-Arbeitsschule“ Klagenfurt 14. Mai 1868. In: Kärntner Landesarchiv, Präs. Verein-NR-884.
2. ↑  Kärntner Landesarchiv, Frauen-Verein für Mädchen-Arbeitsschule, Jahresbericht 1890, S. 14 sowie Alexandra Schmidt: Der lange Weg. Mädchen- und Frauenbildung in Klagenfurt bis 1918. In: A. S. (Hg.): Klagenfurterinnern. Eine frauengeschichtliche Spurensuche. Klagenfurt: Heyn 2021, S. 51.
3. ↑  Erika Siegmund: Geschichte in alten Mauern. Eine Serie über das heuer 100 Jahre alte Gebäude der HBLA. In: Klagenfurt, Mitteilungsblatt der Landeshauptstadt Tl. 2 vom 25. April 1978 sowie Berta Luschin: 125 Jahre HBLA Klagenfurt 19.5.1868-19.5.1993. In: Alois Rinner (Hg.) 125 Jahre HBLA Klagenfurt, Klagenfurt 1993, S. 10–11.
4. ↑  Siehe zur Schulgeschichte ausführlich Ilse Geson-Gombos, Martin Petritz und Hermann Wilhelmer: … wie die WI’MO einst begann. 150 Jahre Geschichte einer innovativen Schule. In: Die WI’MO. 150 Jahre. Klagenfurt 2018, S. 10–15.
5. ↑  Unsere Schultypen. In: diewimo.at. Abgerufen am 6. September 2022.
6. ↑  Erasmus+. In: diewimo.at. Abgerufen am 6. September 2022.
7. ↑  Menschenrechtspreis des Landes Kärnten verliehen. In: Amt der Kärntner Landesregierung. 10. Dezember 2022, abgerufen am 17. Dezember 2022.
8. ↑  19 österreichische Schulen zu Botschafterschulen des Europäischen Parlaments ernannt. In: Europäisches Parlament. 29. Juni 2018, abgerufen am 16. August 2022.
9. ↑  Unsere Entwicklung. In: diewimo.at. Abgerufen am 6. September 2022.
10. ↑  Christian Tragner: Direktoren verabschieden sich in den Ruhestand. In: krone.at. 6. Februar 2021, abgerufen am 16. August 2022.
11. ↑  Direktorin Michaela Graßler übernimmt die WI’MO. In: hak-vk.at. 6. Juli 2022, abgerufen am 16. August 2022.